# Nazireu

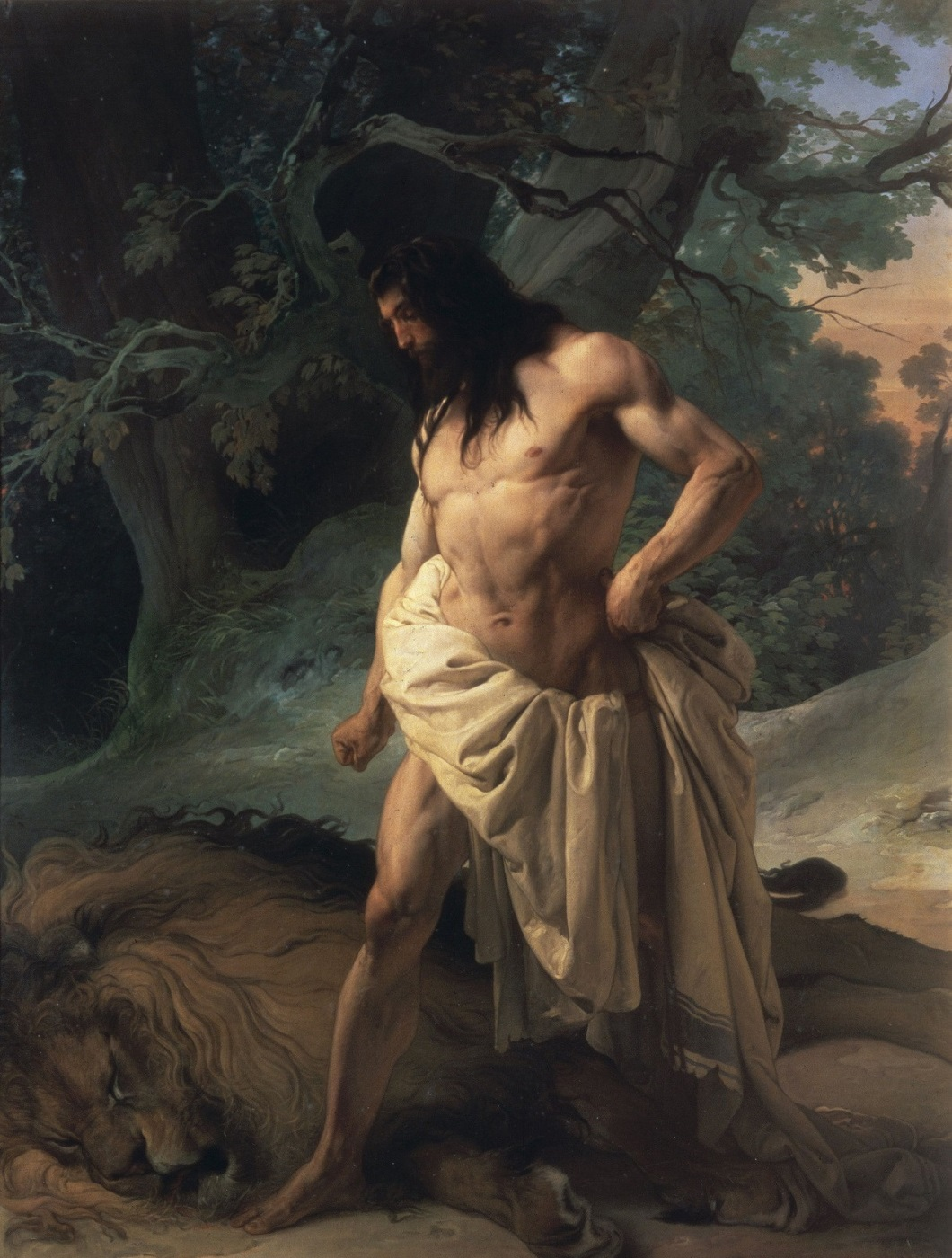

Nazireu (do hebraico nazir נזיר da raiz nazar נזר "consagrado", "separado"), dentro da Torá é o termo que designa uma pessoa para serviços de Deus. Segundo a Bíblia, a marca mais comum da separação desta pessoa - que podia ser um homem ou uma mulher - era o uso do cabelo não cortado e a abstinência do consumo de vinho ou qualquer outro alimento feito de uva.

## No Antigo Testamento
O voto de nazireado (ou nazireato), foi institucionalizado e regulamentado na Torá no Livro de Números 6:1-21. Em virtude desta consagração, o nazireu devia abster-se de tomar certos alimentos e bebidas fermentadas, de cortar o cabelo e tocar em cadáveres, além de não comer carne em muitas circunstâncias. Romanos 14:21 mostra uma carta de Paulo, em seu tempo de nazireato. Estas exigências particulares parecem traduzir os seguintes princípios: manter-se mentalmente são ("abster-se de vinho e de bebida fermentada") e em sujeição a Deus (simbolizado pelo não cortar o cabelo) e manter-se cerimonialmente puro (não tocar em cadáveres).
Havendo contacto com cadáveres, os dias de voto tomados seriam considerados inválidos e o voto teria que ser retomado. Porém, antes de retomar o voto, o nazireu passava por uma semana completa de purificação, no termo da qual raspava o cabelo (Números 6:9).
Sansão (Juízes 13:4-7, 16, 17) e Samuel (I Samuel 1,11) eram nazireus desde o nascimento. Em virtude desta consagração, tanto a mãe, durante a gravidez, como o futuro nazireu deviam abster-se de certos alimentos como carnes e bebidas fermentadas, de cortar o cabelo e tocar em cadáveres. O não tocar em cadáveres, leva a alguns filósofos a crer que eles não comiam carne, e outros, dizem que não comiam apenas as ditas como impuras, vistos no Livro de Levítico, de Moisés.
Após a conclusão do seu voto, o nazireu realizava o ritual de purificação e fazia três oferendas no Santuário. Um voto dito "à semelhança de Sansão" era um voto para toda a vida.
Os registros judaicos dizem que essas pessoas eram, frequentemente, as que não bebiam vinho ou qualquer bebida feita de uvas, ou que não cortavam o cabelo, ou que não tocavam nos mortos. Os mesmos registros nos dizem que a história ou origem da seita nazarita na antiga Israel é obscura.
Afirmam também que Sansão era nazireu, como o fora sua mãe, e que a mãe de Samuel prometera dedicá-lo ao voto dos nazireus. Os registros judaicos também dizem que era comum os pais dedicarem seus filhos menores ao voto nazireu.
Esses registros judaicos dizem que Lucas I: 15 é uma referência a esta dedicação. A rainha Helena, e Míriam de Palmira são mencionadas como nazireus nos registros judaicos, e muitas outras pessoas famosas na literatura sacra são apresentadas como nazireus. Está claramente indicado em muitos registros históricos que os termos Nazireu e Nazareno nada tinham a ver com uma cidade ou vila chamada Nazaré. O último nazireu que se tem registro é exatamente João Batista

## Nazireus no cristianismo
João Baptista teria sido também um nazireu, embora o Novo Testamento nunca se refira a ele usando diretamente este termo. O seu estatuto de nazireu deduz-se devido ao seu estilo de vida ascético; em Lucas 1:15 o anjo informa a Zacarias, pai de João, que a sua mulher dará à luz um filho que "não beberá vinho nem bebida alcoólica".
O apóstolo Paulo, junto com outros cristãos, fizeram também um voto temporário de nazireato (Atos 18:18 até ; Atos 21:23–26).
Este tipo de consagração é considerado pelos teólogos católicos como modelo precursor do monasticismo cristão. Já outras denominações cristãs, encaram-no como precursor do ministério religioso por tempo integral. Embora depois da destruição do segundo templo de Jerusalém o voto Nazireu oficialmente foi extinto pois ele era possível somente com o templo em funcionamento, O Segundo Templo foi o templo que o povo judeu construiu após o regresso a Jerusalém, após o Cativeiro Babilônico, no mesmo local onde o Templo de Salomão existira antes de ser destruído. Manteve-se erguido entre 515 a.C. e 70 DC quando foi destruído pelos Romanos, tendo sido, durante este período, o centro de culto e adoração do Judaísmo.